# Sebastian Pawlowski
Sebastian Pawlowski (* 27. července 1967  Mnichov) je švýcarský podnikatel, který od roku 1993 žije v Praze, kde podniká v oboru realit. Byl jednatelem společnosti COPA Centrum Národní, která od pražského magistrátu koupila za 425 milionů korun pozemek o rozloze 6000 m2 nad stanicí metra Národní.

## Životopis
Do 14 let žil s rodiči v Paříži. Posléze jej vychovával jeho dědeček, architekt. Studoval na prestižních vysokých školách v Německu a ve Švýcarsku. Po dokončení studií ekonomie v roce 1989 pracoval v jedné ze švýcarských bank. Jeho žena je sestrou podnikatele Charlese Butlera, který byl významným sponzorem strany Evropští demokraté Jana Kasla.

### Nakladatelská činnost
O něco později[kdy?] se soustředil i na nakladatelskou činnost. Je majitelem společností Mediacop, která vydávala Nedělní svět (do 28. ledna 2007) a časopisy Týden a Instinkt. Byl majitelem společnosti Ebika, která vydává časopis Aha!. Firmu Ebika a časopis Aha! k 17. říjnu 2007 prodal společnosti Ringier ČR (vlastník Michael Ringier).

### Realitní činnost
V Praze se zpočátku soustředil na renovaci významných pražských budov. V roce 1996 založil svoji první firmu Copa.
Do roku 2010 byl vlastníkem Škodova paláce v Jungmannově ulici, kam se v roce 2006 přestěhovala do dlouhodobého pronájmu část administrativy Magistrátu hlavního města Prahy. Město si palác na dvacet let pronajalo za čtyři a půl miliardy korun. Město vedlo s Pawlowskim soudní spor, který v roce 2014 prohrálo. Primátorka města Prahy, Adriana Krnáčová o smlouvě řekla, že je platná.
Při rekonstrukci vlastních i pronajatých objektů vícekrát od magistrátu získal diskutabilní povolení či výhody. Například projekt obchodního centra ve Spálené ulici u Obchodního domu Máj, které se chystá stavět, mu byl magistrátem schválen ve výšce o 6 metrů vyšší, než jakou původně určovaly zastavovací podmínky. První nevyvrácené kontroverze kolem jeho podnikatelské činnosti pocházejí již z roku 1998, kdy vyhrál svůj druhý, pro firmu Copa velmi významný, podnikatelský záměr, a to soutěž o rekonstrukci Slovanského domu, která nakonec stála téměř půl druhé miliardy korun.

## Kontroverze
Často bývá v tisku popisován jako kontroverzní osoba, kdy je spojován s komunálními politiky, ke kterým má úzký vztah již z dřívějších dob. Jeho architektem byl kupříkladu pozdější pražský primátor Jan Kasl.